# George Pérez
George Pérez   (South Bronx, 9 de juny de 1954 - Sanford, 6 de maig de 2022) fou un dibuixant novaiorqués que va treballar des de 1973 en títols superheroics com Els Venjadors, The New Teen Titans, Wonder Woman, Superman o Infinity Gauntlet, a més d'autopublicar dos números de la sèrie pròpia Crimson Plague. Especialitzat en el gènere superheroic, és conegut per dibuixar molts personatges junts.

## Orígens
Nascut al South Bronx el 9 de juny de 1954 de pares porto-riquenys que treballaven en una fàbrica. El germà petit de George, David, va néixer el maig de 1955. Tots dos germans aspiraven de ben petits a ser artistes amb George començant a dibuixar als cinc anys.
Amb el temps, es van mudar a Flushing, Queens, Nova York. Allí, visitava amb freqüència una llibreria especialitzada en còmics anomenada Mike's Comic Hut i va quedar fascinat amb els còmics i les seves il·lustracions.

## Dècada de 1970: inicis a Marvel
La primera implicació de Pérez amb la indústria del còmic professional va ser com a ajudant de l'artista Rich Buckler el 1973 i va fer el seu debut professional a Marvel Comics a Astonishing Tales nº 25 (agost de 1974) com a dibuixant d'una sàtira de dues pàgines sense títol del personatge de Buckler Deathlok, estrella principal d'aquest còmic. Entre els seus primers treballs trobem Sons of the Tiger (Fills del Tigre), una sèrie d'acció i aventura en blanc i negre publicada per Marvel a la seva revista Deadly Hands of Kung Fu amb guions del prolífic escriptor Bill Mantlo. Al costat de Mantlo va crear a White Tiger, el primer superheroi porto-riqueny. Encara dins de Marvel Comics, Pérez va aconseguir destacar quan va començar a il·lustrar Els Venjadors a partir del número 141. En la dècada de 1970, Pérez va il·lustrar diversos altres títols de Marvel, incloent Creatures on the Loose, amb el Man-Wolf; The Inhumans; i Fantastic Four. L'escriptor Roy Thomas i Pérez van crear una història de metaficció per a Fantastic Four nº 176 (Nov. 1976) en la que l'Impossible Man visitava les oficines de Marvel i coneixia nombrosos autors. Tot i que la majoria dels números Fantastic Four de Pérez van ser escrits per Roy Thomas o Len Wein, seria a un Fantastic Four Annual on tindria la seva primera gran col·laboració amb l'escriptor Marv Wolfman. Pérez va dibuixar la primera part de la Saga de Korvac escrita per Jim Shooter, que comptava amb gairebé tots els Venjadors que s'havien unit a l'equip fins aquell moment. A Els Venjadors, Pérez va cocrear els personatges de Henry Peter Gyrich (amb Shooter) i Taskmaster (amb David Michelinie).

## Dècada de 1980: DC Comics
L'any 1980, mentre encara dibuixava The Avengers per a Marvel, Pérez va començar a treballar per al seu rival DC Comics. Va oferir les tasques d'art per al llançament de The New Teen Titans, escrit per Wolfman, el veritable incentiu de Pérez va ser l'oportunitat de dibuixar Justice League of America (una ambició de Pérez que "semblava un progrés natural dels Venjadors"). L'artista de llarga data de la Justice League Dick Dillin va morir just en aquella època, donant l'oportunitat a Pérez d'intervenir com a artista habitual. Tot i que el període de Pérez al JLA va ser popular entre els fans, va rebre més atenció pel seu treball a The New Teen Titans, que es va llançar en una vista prèvia especial a DC Comics Presents nº 26 (octubre de 1980). Amb Wolfman, Pérez redefiní els Teen Titans amb nous personatges com Cyborg o Starfire i trames més adultes, una sèrie en la qual ha treballat en diferents etapes durant trenta anys. Aquesta encarnació dels Titans pretenia ser la resposta de DC al còmic cada cop més popular de Marvel The Uncanny X-Men, i va tenir un gran èxit. Un còmic de conscienciació sobre les drogues New Teen Titans patrocinat per la Keebler Company i dibuixat per Pérez es va publicar en col·laboració amb la campanya de sensibilització sobre drogues del president el 1983. L'agost de 1984, Wolfman i Pérez van llançar una segona sèrie de The New Teen Titans. A més, la facilitat d'esbossar, dibuixar detalls i cares de Pérez va millorar enormement durant els seus quatre anys a les sèries, convertint-lo en un dels artistes més populars del còmic.
Pérez va prendre una excedència a The New Teen Titans el 1984 per centrar-se en el seu següent projecte amb Marv Wolfman, l'esdeveniment del 50è aniversari de DC de 1985, Crisis on Infinite Earths, el primer gran event de D.C. Crisis suposadament incloïa tots els personatges que DC posseïa, en una història que va reestructurar radicalment la continuïtat de l'univers DC.
Després de Crisis, Wolfman i Pérez es van unir de nou per produir la sèrie limitada History of the DC Universe per resumir la història revisada del seu univers de ficció.
Pérez es va fer càrrec com a autor complet d'una sèrie de rellançament de Wonder Woman que lligava el personatge més estretament als déus grecs i va abandonar molts altres elements de la seva història. Pérez al principi va treballar amb el guionista Greg Potter i Len Wein en les històries, però finalment es va fer càrrec de les tasques completes del guió. Més tard, Mindy Newell es va unir a Pérez com a coguionista durant gairebé un any. Tot i que no és tan popular com Titans o Crisis, la sèrie va ser un rellançament molt reeixit d'un dels personatges emblemàtics de DC. Pérez treballaria en el títol durant cinc anys, marxant com a artista després del número 24, però mantenint-se com a escriptor fins al número 62, marxant el 1992. Pérez va tornar al personatge el 2001, coescrivint una història de dues parts en els números nº 168–169 amb l'escriptor/artista Phil Jimenez. Pérez també va dibuixar la portada de Wonder Woman nº 600 (agost de 2010) així com una mica d'art interior. Per a l'exitós llargmetratge de 2017 Wonder Woman, la directora Patty Jenkins acreditaria el treball de Pérez sobre el personatge principal com una influència important, a l'igual que el treball del creador original, William Moulton Marston.
Pérez va tornar com a co-tramador/dibuixant de The New Teen Titans amb el número 50 (desembre de 1988), i la sèrie va ser rebatejada com The New Titans, reescrivint l'origen de Wonder Girl, seguint la continuïtat retroactiva de Crisis on Infinite Earths. Pérez va romandre com a dibuixant a llapis en el títol fins al número 55, 57 i 60, mentre que només va proporcionar esbossos per als números 58–59 i 61, amb l'artista Tom Grummett acabant els llapis i Bob McLeod com entintador. La història A Lonely Place of Dying es va creuar amb la sèrie Batman i va presentar Tim Drake com el nou Robin. Pérez va romandre com a entintador de la portada dels números 62–67 i va fer coescriure les trames de les històries per als números 66–67 abans de sortir de la sèrie Titans una vegada més.
Pérez va estar involucrat amb Superman en diversos moments al llarg de la seva carrera, inclonet la seva etapa a Justice League of America anys abans. A Action Comics nº 544 (juny de 1983), va dissenyar el vestit de batalla de la marca registrada de Lex Luthor. Aquests nous dissenys per al malvat es van presentar com a part de la línia de joguines de figures d'acció amb llicència Super Powers Collection i es mantenen en ús en la continuïtat actual de DC Comics. Pérez va escriure DC Comics Presents nº 61 (setembre de 1983) que comptava amb un equip de Superman/OMAC. Uns anys més tard, Pérez va entintar els llapis de John Byrne per a la història de Superman/Wonder Woman a Action Comics nº 600 (març de 1988). Va dibuixar parts de Action Comics Annual nº 2 (1989) abans de fer-se càrrec del títol amb el número 643 (juliol de 1989). Les seves tasques laborals a Action Comics canviarien d'escriptor/dibuixant, a coguionista/esobssador, a proporcionar esbossos, amb l'escriptor Roger Stern fent els guions de les històries i els artistes Brett Breeding i Kerry Gammill proporcionant l'art final, mentre que Pérez va dibuixar totes les portades durant la seva carrera pel títol, amb l'excepció del número 646 amb llapis interiors de Keith Giffen. Pérez va escriure breument Adventures of Superman, proporcionant arguments per als números 457–59 (agost de 1989 - octubre de 1989) i tintes per al número 461 (desembre de 1989). A causa d'una gran càrrega de treball mentre feia Wonder Woman i Superman alhora, va deixar Action Comics amb el número 652 (abril de 1990).

### Dècada de 1990: canvis d'editorials
Va ser durant aquesta tirada l'any 1991 quan Pérez va trobar problemes treballant amb DC. Pérez ha afirmat que des de l'inici de la història, que va passar pel còmic Wonder Woman i es va creuar amb altres, va tenir problemes per escriure la història War of the Gods, sobretot a causa de problemes editorials. Pérez va pensar que DC no estava fent prou per celebrar el 50è aniversari de Wonder Woman. Per empitjorar les coses als seus ulls, DC no va fer col·locar War of the Gods a la distribució de quioscs, la qual cosa significava que el còmic només es podia trobar a les botigues especialitzades en còmics. Pérez havia construït una trama per casar els personatges de Steve Trevor i Etta Candy en el seu darrer número. Quan va descobrir que els editors de DC havien decidit no només passar l'escriptura del títol de Wonder Woman a William Messner-Loebs sino que fos aquest qui escrigués l'escena final del casament, Pérez va deixar el títol i va deixar DC per diversos anys. L'any 1992, va ser l'autor convidat als números 10–11 de Deathstroke the Terminator.
També el 1991, Pérez va signar per escriure la sèrie limitada de sis números The Infinity Gauntlet per a Marvel Comics, que va ser escrita per Jim Starlin.<ref. >Manning, Matthew K. "1990s" a Gilbert (2008), pàg. 254: "Written by Jim Starlin, and with pencils by George Pérez and Ron Lim, The Infinity Gauntlet was born."</ref> No obstant això, a causa de la turbulència que succeeix simultàniament amb War of the Gods, aquest va ser un període personal molt estressant per a Pérez, i no va poder acabar de dibuixar tota la tirada de Infinity Gauntlet, deixant el projecte a mig camí en el número 4. L'equip editorial de Infinity Gauntlet va decidir trobar un artista substitut per acabar la minisèrie, i Ron Lim va ser l'artista escollit (tot i que Pérez es va oferir a romandre com a entintador de la portada de Lim durant la resta de la minisèrie).
A causa de les debacles de War of the Gods i The Infinity Gauntlet, Pérez va començar a obtenir fama de creador que no podia acabar els projectes com estava previst. Per reforçar aquesta impressió, va treballar amb les editorials de còmics independents Malibu Comics, dibuixant Break-Thru i Ultraforce (ambdós títols formaven part de l'empremta Ultraverse de Malibu), i després va treballar a Tekno Comix dibuixant I-Bots. Tanmateix, tot i ser ben pagat per ambdues editorials, no tenia cap entusiasme dibuixant els personatges i va perdre l'interès per dibuixar els títols.
A la dècada de 1990, Pérez va deixar el focus, tot i que va treballar en diversos projectes, entre ells treballar en l'adaptació del còmic Jurassic Park de la pel·lícula per a Topps Comics el 1993, adaptada per Walt Simonson i escrit per Gil Kane, amb Pérez com a entintador, però sobretot a Marvel Comics amb Sachs and Violens i Hulk: Future Imperfect, tots dos escrits per Peter David. David ha nomenat Pérez el seu col·laborador artístic favorit, i un dels tres artistes l'art dels quals s'ha relacionat molt amb les imatges que va concebre quan va escriure un guió de còmics (els altres són Leonard Kirk i Dale Keown).
Pérez va tornar a DC Comics l'octubre de 1996 per a una altra encarnació dels Teen Titans. Teen Titans vol. 2 va ser escrit i escrit per Dan Jurgens, amb Pérez com a entintador dels primers 15 dels seus vint-i-quatre números. La sèrie va acabar el setembre de 1998.
Pérez va tenir un període com a escriptor de Silver Surfer vol. 2 nº 111–123 (desembre de 1995 – desembre de 1996). També escriuria el crossover especial Silver Surfer/Superman el 1996. Pérez, finalment, tornaria a Els Venjadors a finals dels anys 90, on va romandre durant gairebé tres anys, tornant a rebre elogis de la crítica i dels fans pel seu art polit i dinàmic. Després d'abandonar la sèrie, amb l'escriptor de The Avengers Kurt Busiek, van produir un molt esperat crossover entre companyies JLA/Avengers, que es va imprimir a finals de 2003. Al llarg de la sèrie de quatre números, Pérez dibuixava a tots els personatges que havien estat membres d'un dels dos equips. A la dècada de 1980 s'havia de publicar un crossover JLA/Avengers, però les diferències entre DC i Marvel van obligar a cancel·lar el còmic. Com a artista de la història, Pérez havia dibuixat aproximadament 21 pàgines del crossover original, que no es van publicar fins a l'edició de 2004 de tapa dura de JLA/Avengers: The Collector's Edition.
L'any 1997 Pérez va començar a escriure i il·lustrar Crimson Plague, una història de ciència-ficció, de la seva propietat com a creador, sobre un extraterrestre amb sang ultratòxica, amb el primer número publicat per Event Comics. El juny de 2000, Gorilla Comics va tornar a publicar aquest número, un segell editorial que era copropietari amb diversos altres creadors, amb material i pàgines addicionals, amb un número de seguiment publicat al setembre. Pérez va citar el deute que havia adquirit en l'autoedició com a motiu per suspendre la sèrie. L'art del tercer número inèdit es va incloure a George Pérez Storyteller.

## Dècada de 2000: Retorn a DC
Pérez va treballar per a la nova editorial CrossGen a principis dels anys 2000, dibuixant quatre números de CrossGen Chronicles. El seu projecte principal dins de l'empresa era dibuixant Solus, que pretenia ser una sèrie en curs, però es va cancel·lar després de vuit números a causa de la fallida de CrossGen.
El maig de 2006, Pérez va il·lustrar la portada d'una de les portades alternatives al llançament al mercat directe de la Official Overstreet Comic Book Price Guide (36a edició) amb Wonder Woman. Va ser artista convidat per un número a JSA nº 82 (abril de 2006) i va ser artista de portada dels números 82–87. Va dibuixar els deu primers números de The Brave and the Bold (vol. 2) de DC l'any 2007 amb l'escriptor Mark Waid. Pérez va treballar a Infinite Crisis, una continuació de Crisis on Infinite Earths, com a artista de relleu. Va treballar a Final Crisis: Legion of 3 Worlds el 2008–2009, contribuint així a tots els capítols de la trilogia Crisis de DC. Va treballar amb Marv Wolfman en una adaptació cinematogràfica directa a DVD de l'arc de la història "Judas Contract" de Teen Titans, programada per al 2017.
Va ser copresident de la junta de l'organització benèfica de la indústria del còmic The Hero Initiative i va formar part del seu Comitè de Desemborsament. L'any 2005, una versió animada de Pérez va fer un cameo a l'episodi de la sèrie animada de Teen Titans titulat "Go", que era una adaptació del número 1 dels seus The New Teen Titans. A l'episodi "For Real" André LeBlanc ataca un banc anomenat "Bank of Pérez". A City of Heroes, un Videojoc de rol massiu en línia sobre superherois, una zona sencera dins del joc (Pérez Park) porta el seu nom.

## Dèaca de 2010

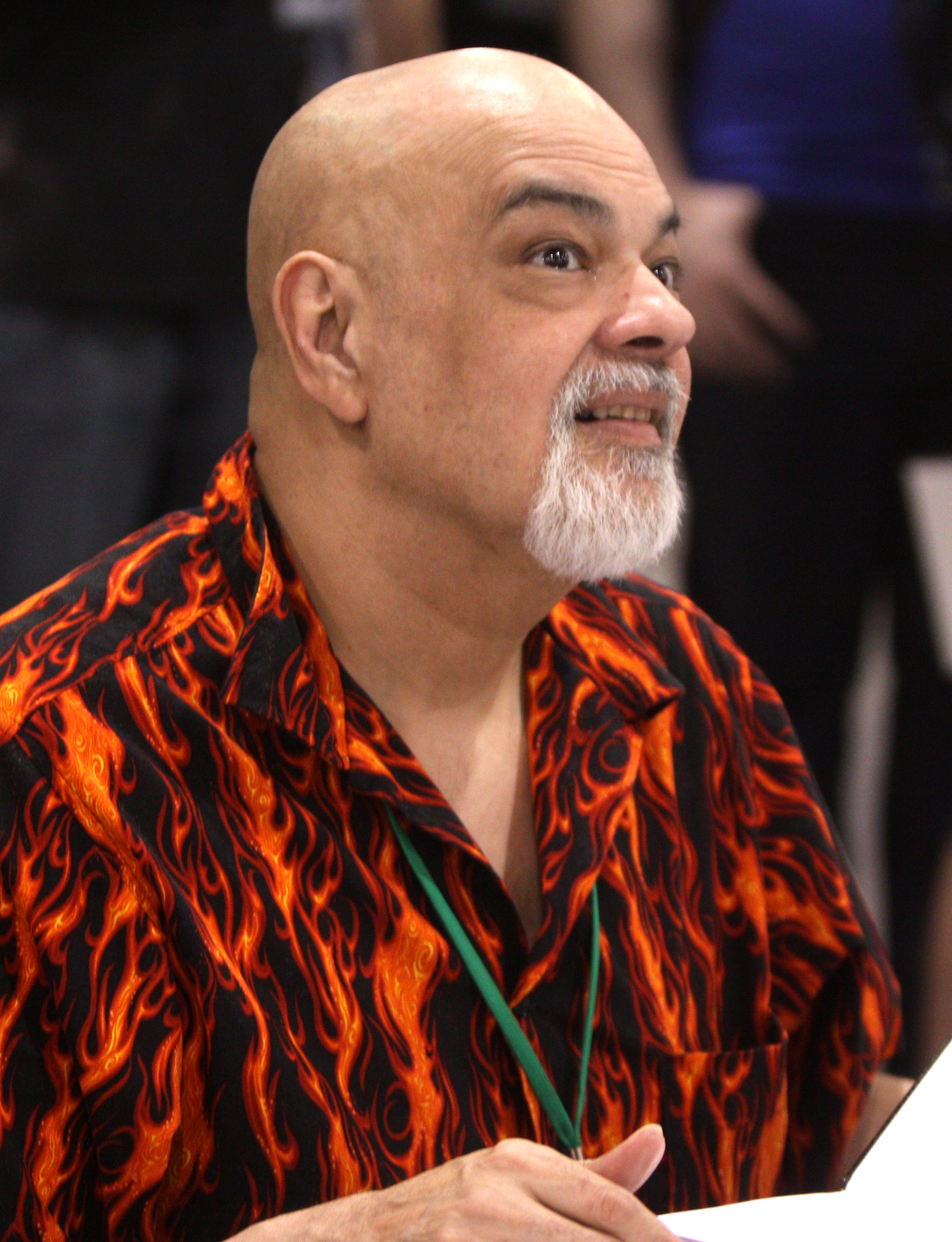
Pérez a la Phoenix Comicon de 2012 a Phoenix, Arizona

El setembre de 2011, DC va llançar una nova sèrie de Superman escrita per Pérez, que també va proporcionar esbossos i portades, amb dibuix interior de Jesús Merino i Nicola Scott. Pérez hi va romandre fins al núm. 6. La novel·la gràfica de tapa dura New Teen Titans: Games va ser publicada el mateix mes reunint l'equip creatiu de Wolfman i Pérez. Va ser l'entintador de la nova sèrie Green Arrow, també llançada en el mateix període, sobre els llapis de l'artista Dan Jurgens, reunint l'equip artístic dels Teen Titans de mitjans de la dècada de 1990. Pérez i Kevin Maguire eren els artistes alterns en un Worlds' Finest revival escrit per Paul Levitz.
El juliol del 2012, Pérez va explicar la seva sortida de Superman com a reacció al nivell de supervisió editorial que va experimentar. Això incloïa raons inconsistents per a reescriure el seu material, la incapacitat dels editors per explicar-li aspectes bàsics de l'statu quo de Superman al New 52 (com ara si els seus pares adoptius encara estaven vius) i les restriccions imposades per haver de ser coherents amb Action Comics, ambientat cinc anys abans que Superman, una situació complicada pel fet que l'escriptor d'Action Grant Morrison no s'ha pronunciat sobre els seus plans.
De setembre de 2014 a desembre de 2016, Pérez va escriure i dibuixar sis números de la seva pròpia creació Sirens, publicat per BOOM! Estudios. Es tracta d'una minisèrie de ciència-ficció dedicada a un grup de dones amb poders extraordinaris, que lluiten contra el mal a través del temps i l'espai.

## Retirada
El 19 de gener de 2019 va anunciar la seva retirada per Facebook, a causa d'una diabetis que li féu perdre vista.
El 7 de desembre del 2021 anuncià en Twitter que li havien diagnosticat un càncer pancreàtic terminal i que decidí no rebre tractament per tal de passar més temps amb sa muller, la família i els fans.

### BOOM! Studios
- Sirens minisèrie, nº 1–6 (2014–2016)

### DC Comics
- 52 nº 25 (Nightwing història de complement) (2006)
- Action Comics nº 643–645 (llapis complet); nº 647–652 (només esbossos, acabat de Kerry Gammill) (1989–1990)
- Action Comics Annual nº 2 (entintat sobre el dibuix de Mike Mignola, entre altres artistes) (1989)
- Adventures of Superman nº 457-459 (amb Dan Jurgens), 461 (entintat sobre dibuix de Dan Jurgens) (1989)
- All-Star Squadron Annual nº 3 (entre altres artistes) (1984)
- Batman nº 400 (entre altres artistes) (1986)
- The Brave and the Bold vol. 2 nº 1–10 (2007–2008)
- Crisis on Infinite Earths nº 1–12 (1985–1986)
- DC Comics Presents nº 26 (història prèvia de New Teen Titans), #61 (Superman/OMAC) (1980, 1983)
- DC Universe nº 0 (entre altres artistes) (2008)
- DC Universe: Legacies nº 5–6 (2010)
- Deathstroke the Terminator nº 10–11 (tintes sobre dibuix d'Art Nichols) (1992)
- The Flash (històries de complement de Firestorm) nº 289–293 (1980–1981)
- Flashpoint: Secret Seven, minisèrie, nº 1 (2011)
- Green Arrow vol. 5 #1–4 (tintes sobre dibuix de Dan Jurgens) (2011)
- Heroes Against Hunger (entre altres artistes) (1986)
- Final Crisis: Legion of 3 Worlds, minisèrie, nº 1–5 (2008–2009)
- History of the DC Universe nº 1–2 (1987)
- Infinite Crisis, minisèrie, nº 3–4, 6–7 (entre altres artistes; 2006)
- Justice League of America nº 184–186, 192–197, 200 (1980–1982)
- Justice League of America vol. 2 nº 0 (entre altres artistes; 2006)
- Justice Society of America vol. 2 #82 (2006)
- Justice Society of America vol. 3 #50 (entre altres artistes) (2011)
- New Teen Titans (el títol va canviar a Tales of the Teen Titans) nº 1–4, 6–34, 37–50; Annual nº 1–3 (1980–1985)
- New Teen Titans vol. 2 (llavors New Titans) nº 1–5 (1984–85); nº 50–55, 57–61 (1988–1989)
- New Teen Titans: The Drug Awareness (1983)
- New Teen Titans: Games, graphic novel (2011)
- Secret Origins vol. 2 (Robin) nº 50 (1990)
- Secret Origins Annual nº 3 (escriptor/artista/entintador, entre altres artistes/portadista) (1989)
- Supergirl vol. 6 nº 8 (2012)
- Supergirl Annual #1 (tintes sobre el dibuix de Dick Giordano) (1996)
- Superman nº 423 (Superman: Whatever Happened to the Man of Tomorrow? història, Primera Part) (tinta sobre dibuix de Curt Swan) (1986)
- Superman vol. 3 nº 1–6 (2011–2012) (escriptor, esbossos i artista de portada)
- Swordquest minisèrie, nº 1–3 (1982–1984)
- Tales of the New Teen Titans, minisèrie, nº 1–4 (1982)
- The Titans nº 25 (cinc pàgines, entre altres artistes) (2001)
- Teen Titans vol. 2 nº 1–15 (tintes sobre dibuix de Dan Jurgens) (1996–1997)
- Teen Titans vol. 3 nº 50 (entre altres artistes) (2007)
- T.H.U.N.D.E.R. Agents nº 4 (amb Cafu) (2011)
- Wonder Woman nº 600 (entre altres artistes) (2010)
- Wonder Woman vol. 2 nº 1–24 (escriptor/llapis), nº 25–62 (escriptor), 168, 169, Annual nº 1 (escriptor/llapis, entre altres artistes) (1987–1992)
- War of the Gods, minisèrie, nº 1–4 (1991)
- Worlds' Finest #1–7 (amb Kevin Maguire), #8–9 (amb Cafú) (2012–2013)
- World's Finest Comics (Teen Titans) nº 300 (1984)

### Image Comics
- Crimson Plague #1–2 (2000)
- Empire nº 1 (història de complement, escriptor/artista) (2000)
- Witchblade nº 92 (dues pàgines, entre altres artistes) (2005)

### Marvel Comics
- Astonishing Tales (Deathlok nº 25 (1974)[note 1]
- The Avengers #141–144, 147–151, 154, 155, 160–162, 167, 168, 170, 171, 194–196, 198–202; Annual #6, 8 (1975–1980)
- The Avengers vol. 3 #1–15, 18–25, 27–34 (1998–2000)
- Bizarre Adventures (Iceman) #27 (1981)
- Creatures on the Loose (Man-Wolf) #33–37 (1975)
- Deadly Hands of Kung Fu (Sons of the Tiger) #6–14, 16–17, 19–21, 30 (1974–1976)
- Fantastic Four #164–167, 170–172, 176–178, 184–188, 191–192, Annual #14–15 (1975–1980)
- The Incredible Hulk #435 (amb Bruce Jensen) (1995)
- Hulk: Future Imperfect, miniseries, #1–2 (1992–1993)
- Infinity Gauntlet, minisèrie de sis números, #1–3 (dibuix complet a llapis); #4 (amb Ron Lim) (1991)
- Inhumans nº 1–4, 8 (1975–1976)
- Logan's Run nº 1–5 (1977)
- Luke Cage, Power Man #27 (1975)
- Marvel Comics Super Special #4 (1978)
- Marvel Fanfare (Black Widow) #10–13 (1983–1984)
- Marvel Premiere (Man-Wolf) #45–46 (1978–1979)
- Marvel Preview #20 (1980)
- Marvel Two-in-One #56–58, 60, 64–65 (1979–1980)
- Monsters Unleashed (Gullivar Jones) #8 (1974)
- Sachs and Violens, miniseries, #1–4 (1994)
- Silver Surfer vol. 3 #111–123 (1995–1996) (escriptor)
- Thunderbolts Annual 1997 (tres pàgines, entre altres artistes) (1997)
- Ultraforce/Avengers (1995)
- Unknown Worlds of Science Fiction #2–3 (1975)
- What If (Nova) #15 (1977)[note 2]
- X-Men Annual #3 (1979)

#### DC Comics i Marvel Comics conjuntament
- JLA/Avengers, minisèrie, #1–4 (2003)

#### Pacific Comics
- Alien Worlds #7 (1984) — short story, "Ride the Blue Bus"
- Vanguard Illustrated #6 (1984) — short story, "The Trains Belong to Us"

### Només portades

#### DC Comics
- Action Comics nº 529, 602, 643–652 (1982–1990)
- Adventure Comics nº 484–486, 490 (1981–1982)
- Amethyst, Princess of Gemworld nº 5–11 (1983–1984)
- Batman nº 436–442 (1989)
- Batman and the Outsiders nº 5 (1983)
- Best of DC Blue Ribbon Digest nº 17–18, 21–24, 35, 50, 61, 69 (1981–1986)
- Blackest Night: Titans, minisèrie, nº 3 (2009)
- The Brave and the Bold vol. 2 nº 11-12 (2007–2008)
- DC Special Blue Ribbon Digest nº 19 (1982)
- DC Comics Presents nº 38, 94 (1981–1986)
- The Flash vol. 2 nº 15–17 (artista de portada), Annual nº 2 (només entitat de la portada) (1988)
- Green Lantern nº 132, 141–144 (1980–1981)
- Infinite Crisis nº 1–7 (portades variants; 2005–2006)
- JSA nº 82–87 (2006)
- Justice League of America nº 201–205, 207–209, 212–215, 217–220 (1982–1983)
- Justice Leagues of:
  - JL? (2001)
  - Aliens (2001)
  - Amazons (2001)
  - Arkham (2001)
  - Atlantis (2001)
  - JLA (2001)
- Legion of Super-Heroes nº 268, 277–281, 300 (1980–1983)
- New Teen Titans nº 5 (1981)
- New Teen Titans: The Judas Contract TPB (edició 1988)
- New Teen Titans: Who is Donna Troy? TPB (2005)
- Secret Origins Annual nº 3 (1989)
- Superman nº 364 (1981)
- Teen Titans Spotlight nº 1, 19 (1986–1988)
- Wonder Woman nº 283–284 (1981), nº 300 (il·lustratió en blanc i negre al revers de la portada) (1983)
- Wonder Woman vol. 2 nº 25–32, 45–60, 120, Annual nº 2 (1988–1997)
- World's Finest Comics nº 271, 276–278 (1981–1982)

#### Marvel Comics
- The Avengers nº 163–166, 172–174, 181, 183–185, 191–192, (1977–1980)
- Captain America nº 243, 246 (1980)
- Defenders #51, 53, 54, 59, 64 (1977–1978)
- Fantastic Four nº 183, 194–197 (1977–1978)
- FOOM nº 19 (1977) – portada
- Iron Man nº 102, 103 (1977)
- Man Called Nova nº 14 (1977)
- Marvel Holiday Special nº 1 (1994)
- Marvel Team-Up nº 65 (1978)
- Marvel Two-in-One nº 32–33, 42, 50–52, 54, 61–63, 66, 75 (1977–1981)
- Mighty Mouse nº 4 (1991)[note 3]
- Ultraforce/Avengers: Prelude (1995)
- X-51 nº 5 (1999)
- The X-Men nº 112, 128 (1979)

### DC Comics i Marvel Comics conjuntament
- Crossover Classics: The Marvel/DC Collection vol. 1 TPB (1991)[64]